# Большое Плоское (Спировский район)
Большое Плоское — деревня в Спировском районе Тверской области.

## География
Находится в центральной части Тверской области на расстоянии приблизительно 29 км на восток-северо-восток по прямой от районного центра поселка Спирово.

## История
Деревня была отмечена ещё на карте 1825 года. В 1859 году здесь (деревня Вышневолоцкого уезда) было учтено 57 дворов. До 2021 года входила в состав Козловского сельского поселения Спировского района до его упразднения.

## Население
Численность населения: 422 человека (1859 год), 62 (карелы 61 %, русские 39 %) в 2002 году, 33 в 2010.